# Centru (teoria inelelor)
În algebra abstractă centrul unui inel R este subinel format din elementele x astfel încât xy = yx pentru toate elementele y din R. Este un inel comutativ și este notat cu Z(R).  „Z” provine din germană Zentrum, care înseamnă „centru”.
Dacă R este un inel, atunci R este o algebră asociativă⁠(d) peste centrul său. Reciproc, dacă R este o algebră asociativă peste un subinel comutativ S, atunci S este un subinel al centrului lui R, iar dacă S se întâmplă să fie centrul lui R, atunci algebra R se numește algebră centrală.

## Definiție
Fie inelul {\displaystyle (A,+,\cdot \,).} Se numește centrul inelului A mulțimea
{\displaystyle Z(A)=\{x\in A\,\vert \,x\cdot y=y\cdot x\quad \forall y\in A\,\}.}

## Exemple
- Centrul unui inel comutativ R este R însuși.
- Centrul unui corp comutativ este un corp.
- Centrul unui inel de matrici⁠(d) (complet) cu elemente dintr-un inel comutativ R este format din R-multiplii scalari  ai matricei unitate.[3]
- Fie F o extindere de corp a unui corp k, iar R o algebră peste k. Atunci Z(R ⊗k F) = Z(R) ⊗k F.
- Centrul unei algebre anvelopante universale⁠(d) a unei algebre Lie⁠(d) joacă un rol important în teoria reprezentării algebrelor Lie. De exemplu, un element Casimir⁠(d) este un element al unui astfel de centru care este folosit pentru a analiza reprezentările algebrei Lie.
- Centrul unei algebre simple este un corp.